# Кларк Скоулз
Кларк Скоулз (англ. Clarke Scholes, 25 листопада 1930 — 5 лютого 2010) — американський плавець.
Олімпійський чемпіон 1952 року.
Переможець Панамериканських ігор 1955 року.